# Ioanichie cel Mare
Ioanichie cel Mare (în greacă Όσιος Ιωαννίκιος ο Μέγας; n. 752, Marikat, Bitinia - d. 4 noiembrie 846, Antidium) a fost un călugăr și teolog creștin bizantin, care este venerat ca sfânt.
Cunoscut pentru ascetismul său devotat și pentru apărarea venerării icoanelor, Ioanichie și-a petrecut majoritatea vieții ca pustnic pe Muntele Uludağ, în apropierea actualului oraș Bursa din Turcia. Ioanichie a trăit în timpul domniei împăratului Teofil (829-842), un iconoclast convins, care a dat un edict împotriva cultului icoanelor.  Venerarea icoanelor a fost restaurată mai târziu în Imperiul Bizantin în timpul domniei împărătesei Teodora a II-a, o schimbare pe care unii credincioși devotați o atribuie influenței și profețiilor lui Ioanichie. Ioanichie a slujit în armata bizantină în tinerețea sa înainte de a-și dedica viața ascetismului și contemplației monahale. Este venerat ca sfânt, fiind prăznuit pe 4 noiembrie atât în Biserica Ortodoxă, cât și în Biserica Greco-Catolică.

## Tinerețea
Într-un mod asemănător cu situația multor sfinți creștini din perioada medievală, există foarte puține surse primare despre viața lui Ioanichie care nu au un caracter hagiografic. Cercetătorii bizantini au folosit, în principal, două lucrări hagiografice ca surse fundamentale pentru viața lui Ioanichie.
Potrivit acelor hagiografii, Ioanichie s-a născut în anul 752 în orașul Marikat din Bitinia, într-o familie de păstori credincioși dar săraci. Ioanichie avea înclinații spirituale încă din copilărie și căuta adesea singurătatea pentru a se ruga și a medita. Având o statură impunătoare, când a ajuns la maturitate, a fost încorporat în armata bizantină a împăratului Leon al IV-lea și a slujit în mod exemplar, câștigând laudele colegilor săi soldați. În această slujire a dovedit curaj și remarcabile virtuți creștine. După încheierea celor șase ani de serviciu militar, Ioanichie a fost atras de viața spirituală și a intrat într-o mănăstire. Deși a dorit să se retragă imediat în pustie, a rămas la mănăstire doi ani, timp în care a memorat Psalmii. După doi ani, s-a retras pe Muntele Uludağ, unde a rămas ca pustnic pentru tot restul vieții.

## Viața ascetică
Potrivit hagiografiilor, Ioanichie și-a petrecut restul vieții ca ascet pe Muntele Uludağ, unde a dus în singurătate o viață de asceză, studiu și rugăciune. El a petrecut cea mai mare parte a timpului recitând psalmi și meditând asupra vieții lui Isus, dar hagiografiile îi atribuie și săvârșirea unor minuni și profeții. Printre numeroasele povești existente în sursele hagiografice, i se atribuie lui Ioanichie salvarea insulei Thasos de șerpi, scoaterea unor captivi greci din închisoare și salvarea unei călugărițe de la încălcarea jurământului monahal. Într-una dintre cele mai cunoscute povești, Ioanichie a găsit în preajma muntelui Uludağ o călugăriță ce fugise din mănăstire cu intenția de a se căsători. Ioanichie a intervenit, luând se pare asupra sa toate suferințele păcatului ei și permițându-i să rămână o călugăriță devotată. A vindecat suferințe trupești și sufletești și a efectuat exorcizări. Se pare, potrivit hagiografiilor, că Ioanichie era atât de apropiat de Dumnezeu și atât de devotat singurătății, încât era capabil să devină invizibil și să se ridice de la pământ în timpul rugăciunilor.
În afara poveștilor miraculoase, Ioanichie are o anumită importanță în istoria bizantină, în special în ceea ce privește venerarea icoanelor. Deși s-a născut într-o familie iconoclastă, Ioanichie a devenit ulterior un susținător devotat al venerării icoanelor. În timpul domniei împăratului iconoclast Teofil (829-842), Ioanichie a profețit că Biserica Bizantină va restabili ulterior venerarea icoanelor, o profeție care este interpretată că s-ar fi împlinit în timpul domniei împărătesei Teodora (842-855) când a fost restabilită venerarea icoanelor în Biserica Ortodoxă. Ioanichie este menționat, de asemenea, ca fiind cel ce l-a binecuvântat pe tânărul Fotie I, care avea să devină un venerat patriarh al Constantinopolului.

## Moartea și moștenirea
Potrivit mai multor surse, Ioanichie a murit în singurătate pe 4 noiembrie 846, la vârsta de 94 de ani.

## Venerarea ca sfânt
Cuviosul Ioanichie este venerat ca sfânt de către Biserica Romano-Catolică, Biserica Ortodoxă și Comuniunea Anglicană. O rugăciune scurtă, care îi este în general atribuită lui Ioanichie, este rostită ocazional în cadrul slujbelor bisericești, după citirea psalmilor:
„Nădejdea mea este Tatăl, scăparea mea este Fiul, acoperământul meu este Duhul Sfânt. Treime Sfântă, slavă Ție!” - Rugăciunea Sfântului Ioanichie.

## Imagini

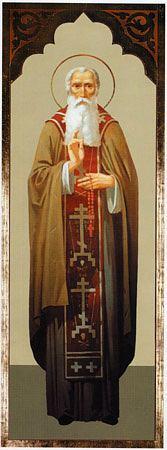
Icoană ortodoxă a Sfântului Ioanichie cel Mare
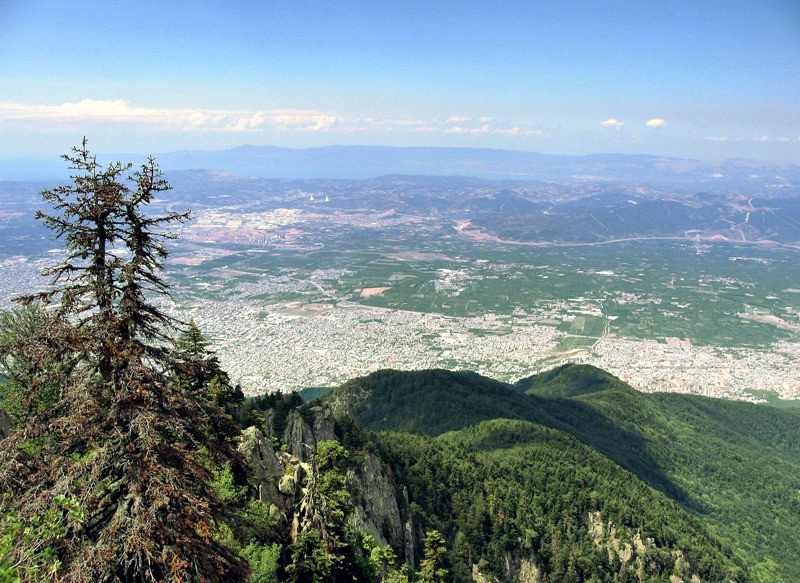
Muntele Uludağ („Olimpul Misian” din Turcia, cu vedere asupra orașului Bursa), unde Sfântul Ioanichie s-a retras și a dus o viață ascetică de pustnic. Muntele mai este cunoscut sub numele de Keșiș Dağı, „Muntele călugărilor”

## Legături externe
- Venerabilul Ioanichie cel Mare - Biserica Ortodoxă din America
- Ioanichie cel Mare - Arhiepiscopia Ortodoxă Greacă a Americii